# Bruno Visintin
Bruno Visintin (ur. 23 listopada 1932 w La Spezia, zm. 11 stycznia 2015 tamże) – były włoski bokser, brązowy medalista letnich igrzysk olimpijskich w Helsinkach w kategorii lekkopółśredniej.